# Patricio (César)
Patricio (Griego: Πατρίκιος; floruit 459-471) era un hijo del poderoso general Aspar, durante casi dos décadas el gobernante efectivo detrás del trono del Imperio Romano de Oriente. De origen romano y bárbaro, fue destinado al trono imperial por su padre, y ascendió al rango de César bajo el emperador León I, antes de que el asesinato de su padre en 471 lo condujera a su propia caída y posiblemente a la muerte.

## Biografía
Patricio era el tercer hijo de Aspar, el Magister Militum alano del emperador León I, y como su padre, y la mayoría de los pueblos germánicos, era arriano.
El nombre "Patricius", de ostentoso origen romano, sugiere que el padre tenía planes para él, hasta el trono imperial. Patricio fue nombrado cónsul romano en 459 en oriente.
En 470, en un episodio de la lucha por el poder entre Aspar y el general isaurio Zenón, Aspar persuadió al emperador para que nombrara a Patricio como César y le diera en matrimonio a su hija Leoncia. Sin embargo, el clero y el pueblo de Constantinopla creían que un arriano no era elegible para convertirse en emperador, y al enterarse del hecho, estallaron disturbios en el hipódromo de la ciudad, dirigidos por el jefe de los monjes insomnes, Marcelo. Aspar y León tuvieron que prometer a los obispos que Patricio se convertiría a la ortodoxia de Calcedonia antes de convertirse en emperador, y que se casaría con Leoncia solo después de su conversión.
No se emitieron monedas de Patricio como César, y su único acto oficial en el cargo fue un viaje a Alejandría, donde fue recibido con todos los honores atribuidos a un César.
En 471 una conspiración imperial causó la muerte de Aspar y de su hijo mayor Ardabur, y es posible que Patricio también fuera asesinado en esta ocasión, aunque algunas fuentes informan que se recuperó de sus heridas; en cualquier caso, después de este episodio, Patricio desaparece de las fuentes. El matrimonio con Leoncia fue anulado, y luego se casó con Marciano.